# Apostolska nunciatura v Dominiki
Apostolska nunciatura v Dominiki je diplomatsko prestavništvo (veleposlaništvo) Svetega sedeža v Dominiki.
Trenutno (avgust 2011) je mesto nezasedeno.

## Seznam apostolskih nuncijev
- Manuel Monteiro de Castro (16. februar 1985–21. avgust 1990)
- Eugenio Sbarbaro (7. februar 1991–26. april 2000)
- Emil Paul Tscherrig (8. julij 2000–22. maj 2004)
- Thomas Edward Gullickson (2. oktober 2004–21. maj 2011)